# Serturnera iresinoides
Serturnera iresinoides är en amarantväxtart som först beskrevs av Carl Sigismund Kunth, och fick sitt nu gällande namn av Carl Friedrich Philipp von Martius. Serturnera iresinoides ingår i släktet Serturnera och familjen amarantväxter. Inga underarter finns listade i Catalogue of Life.